# Beatriz Bracher

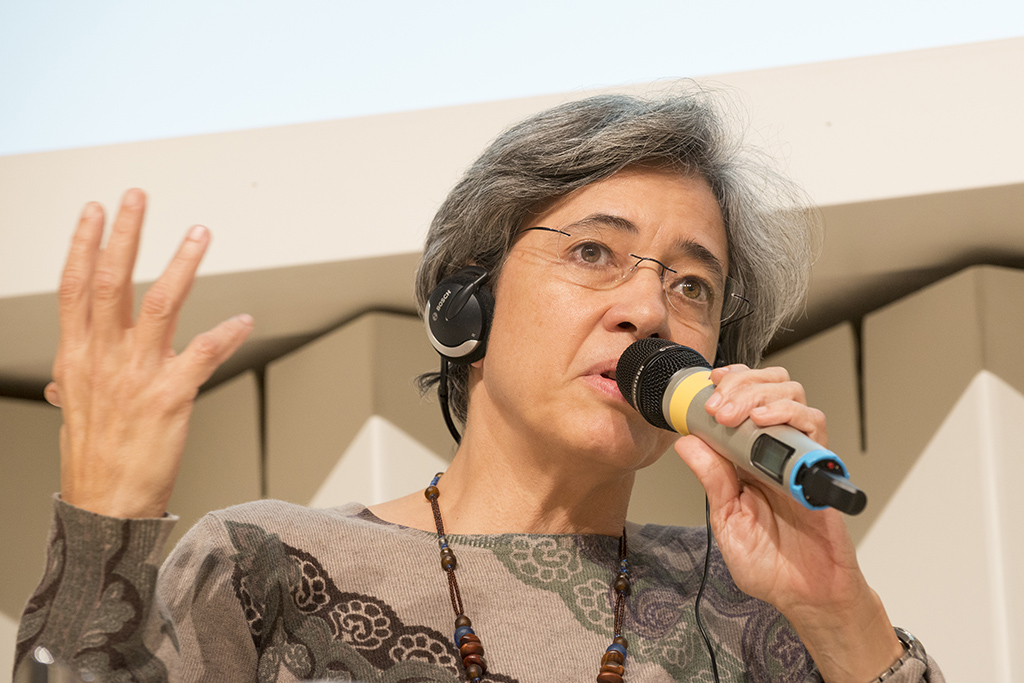
Beatriz Bracher

Beatriz Bracher (* 1961 in São Paulo) ist eine brasilianische Autorin.

## Leben
Beatriz Bracher studierte Literaturwissenschaft. Sie arbeitete als Lektorin im Verlag „Editora 34“, den sie 1992 mitgründete, und schrieb für dessen Zeitschrift „34 Letras“. Sie schrieb die Drehbücher zu den Filmen Cronicamente Inviável (2000), Os Inquilinos (2009) und O Abismo Prateado (2011).
Ihr Roman Antônio erhielt 2007 einen dritten Preis beim Prêmio Jabuti de Literatura.
Auch beim Prêmio Portugal Telecom de Literatura und Prêmio São Paulo de Literatura kam der Roman unter die Erstplatzierten. Bracher erhielt 2009 den „Prêmio Clarice Lispector“ der Brasilianischen Nationalbibliothek für ihren Erzählband Meu Amor.

## Werke (Auswahl)
- Azul e dura. Rio de Janeiro : 7 Letras, 2002
- Não falei. São Paulo, SP, Brasil : Editora 34, 2004
  - Die Verdächtigung. Übers. Maria Hummitzsch. Assoziation A, Berlin 2014
- Antonio. São Paulo, SP, Brasil : Editora 34, 2007
  - Antonio. Roman. Übers. Maria Hummitzsch. Assoziation A, Berlin 2013[1]
  - Antonio, Hörspiel bei WDR3, Bearbeitung und Regie Jörg Schlüter, 28. Juni 2014
- Meu Amor. Erzählungen. São Paulo, SP, Brasil : Editora 34, 2009
- Garimpo. São Paulo, SP, Brasil : Editora 34, 2013